# جوانا كانن
جوانا ماكسويل كانن (بالإنجليزية: Joanna Maxwell Cannan)‏ مواليد 27 مايو 1896 في أكسفورد - الوفاة 22 أبريل 1961 في دورست، هي روائية بريطانية.
ولدت جوانا كانان وترعرعت في أكسفورد، ولكن كان لها ولع بإسكتلندا، التي كانت الوجهة للعديد من العطلات العائلية وجزءا من تراث العائلة. شارك أسلافها في بعض الأحداث الهامة في التاريخ الإسكتلندي، مثل انتفاضات اليعاقبة ومعركة كلودين.
تم نشر معظم كتب كانن قبل أو أثناء الحرب العالمية الثانية. بعد الحرب بدأت بتجربة الروايات البوليسية، لأنها شعرت أن العالم الذي اعتادت الكتابة عنه بدأ يختفي. في أوائل خمسينات القرن العشرين بدأت صحتها تتدهور، تم تشخيص حالتها في النهاية بالسل. توفيت عام 1961، بعد أربع سنوات من وفاة زوجها.